# Marcus Kennedy
Marcus Jay Kennedy (Highland Park, 29 gennaio 1967) è un ex cestista statunitense, professionista in Europa, in Argentina ed in Giappone.

## Carriera
È stato scelto dai Portland Trail Blazers con la 54ª scelta assoluta (l'ultima del secondo giro) nel Draft NBA 1991. Ha poi giocato 3 partite in Serie A1 con Caserta e nella Liga ACB a Murcia, oltre che in CBA con i Grand Rapids Hoops, in Argentina con il Deportivo General Roca ed in Giappone con i Matsui Falcons.

## Palmarès
- CBA Rookie of the Year (1992)
- All-CBA First Team (1992)
- CBA All-Rookie First Team (1992)